# Czesław Obrębski
Czesław Obrębski (ur. 14 sierpnia 1928 w Warkowiczach na Wołyniu, zm. 13 stycznia 2011) – kapitan Marynarki Wojennej.

## Życiorys
Po wojnie w wyniku wysiedleń z Kresów Wschodnich podjął naukę w Państwowym Gimnazjum i Liceum w Namysłowie na Dolnym Śląsku. W 1947 roku zgłosił się poprzez Wojskową Komendę Rejonową w Oleśnicy jako ochotnik do odbycia służby wojskowej. Przeszkolenie rekruckie odbywał w Ustce. Zaproponowano mu naukę w Oficerskiej Szkole Marynarki Wojennej w Gdyni, którą ukończył w roku 1951, w stopniu chorążego. Praktykę podchorążacką odbywał na ORP „Żbik”. Po promocji został skierowany jako oficer nawigacyjny na ORP „Ryś”. W roku 1959 brał udział w rejsie OH „Bałtyk” na Spitsbergen z ekipą znanego polarnika Stanisława Siedleckiego.
Jest absolwentem Wyższego Kursu Akademickiego w Akademii Marynarki Wojennej ZSRR im. marsz. Klimienta Woroszyłowa w Leningradzie (ob. Sankt-Petersburg). Po powrocie do kraju w roku 1953 został wyznaczony na dywizjonowego nawigatora. 16 lipca 1954 został dowódcą ORP „Kaszub”.
Od 19 stycznia 1957 r. dowodził ORP „Sęp”. Podczas pełnienia obowiązków dowódcy na tym okręcie współpracował z ekipą, która realizowała film Orzeł w reżyserii Leonarda Buczkowskiego. Głównym konsultantem był Bolesław Romanowski.
Obowiązki dowódcy okrętu zdał 28 lutego 1959 r. i objął stanowisko nawigatora w sztabie dowództwa 1. Brygady Okrętów Podwodnych.
Służbę w Marynarce Wojennej zakończył w roku 1960. Mieszkał w Oleśnicy w woj. dolnośląskim.
Pochowany jest na cmentarzu komunalnym w Bierutowie, woj. dolnośląskie.

## Odznaczenia
- Srebrny Krzyż Zasługi – 1955,
- Brązowy Medal „Siły Zbrojne w Służbie Ojczyzny” – 1956.